# Seututie 952
Pour les articles homonymes, voir Route 952.
La route régionale 952 (finnois : Seututie 952) est une route régionale allant de Meltaus à Rovaniemi jusqu'à Vaalajärvi à Tervola en Finlande,,.

## Présentation
La seututie 952 est une route régionale de Laponie.